# Percy Loraine
Sir Percy Lyham Loraine GCMG PC (Londra, 5 novembre 1880 – 23 maggio 1961) è stato un diplomatico britannico.
È stato Alto Commissario britannico in Egitto dal 1929 al 1933, ambasciatore britannico in Turchia dal 1933 al 1939 e ambasciatore britannico in Italia dal 1939 al 1940. Non avendo avuto discendenti, fu l'ultimo dei baronetti Loraine.

## Biografia

### Giovinezza
Nacque a Londra il 5 novembre 1880, secondogenito dell'ammiraglio Sir Lambton Loraine e di Frederica Mary Broke Loraine. Fu educato ad Eton dal 1893 al 1899. Studiò poi presso il New College di Oxford. Quando scoppiò la Seconda guerra boera, prestò servizio nell'esercito. Iniziò la carriera diplomatica nel 1904.

### Carriera diplomatica
Lavorò dapprima in Medio Oriente, presso le sedi diplomatiche britanniche ad Istanbul e a Teheran, dove fu inviato straordinario e ministro plenipotenziario. Quindi servì nelle sedi di Roma, Pechino, Parigi e Madrid. Nel 1919 prese parte alla conferenza di Versailles che pose fine alla prima guerra mondiale. Fu in seguito inviato a Teheran e ad Atene.
Nel 1929 fu nominato governatore coloniale dell'Egitto e del Sudan, ma la sua politica fu giudicata troppo morbida nei confronti di Fu'ad I d'Egitto e fu pertanto rimosso nel 1933. Divenuto ambasciatore in Turchia nello stesso, strinse amicizia con il presidente turco Mustafa Kemal Atatürk. Ciò porto anche a un notevole miglioramento nelle relazioni anglo-turche. Loraine visitò il presidente Atatürk al suo capezzale poco prima della sua morte e dieci anni dopo espresse la sua stima in una trasmissione della BBC in memoria dello statista turco.
Nel 1939 Loraine divenne ambasciatore in Italia, l'ultimo prima della seconda guerra mondiale. Si ritirò dal servizio diplomatico nel 1940, dopo l'inizio delle ostilità con l'Italia.

## Vita privata
Si sposò nel 1924 con Louise Violet Beatrice, figlia del maggior generale Edward Montagu-Stuart-Wortley. Sir Loraine fu un grande appassionato di ippica e di purosangue inglesi. Nel 1954 il suo cavallo, Dario, vinse la prestigiosa competizione 2000 Guineas Stakes. Fu insignito del titolo di cavaliere di gran croce dell'Ordine di San Michele e San Giorgio nel 1937.